# Die Kirchgängerin
Die Kirchgängerin ist ein Gemälde des Malers Louis Ammy Blanc aus den 1830er Jahren. Es stellt eine junge Frau in Renaissance-Kleid vor der Kulisse des unvollendeten Kölner Doms dar. Das romantische Bild ist das bedeutendste Gemälde des Künstlers und wurde im Biedermeier sehr populär. Nach dem Original (1834) stellte er 1837 und 1839 Repliken her, außerdem war das Motiv bald auf Reproduktionen in Holzschnitt, Kupferstich, Lithografie und Lithophanie sowie auf Tafelporzellan, Wandteppichen, Stickereien, Tortenhebern und Broschen zu sehen.

## Beschreibung und Bedeutung
In einem Goldbrokat-Kleid der niederdeutschen Renaissance, dessen Stil im Zuge romantischer und historistischer Rückbesinnung zu Beginn des 19. Jahrhunderts als altdeutsche Tracht wieder Mode geworden war, steht eine junge Frau im Halbprofil vor einer Steinbrüstung. Unter ihrer Haube lugen blonde Flechtzöpfe hervor, die ihrer Erscheinung die Anmutung des Gretchens aus Faust geben. Kopf und Lider sind im Sinne des Ideals biedermeierlicher Weiblichkeit und Innerlichkeit gesenkt, ihre Arme hat sie vor sich verschränkt. In der rechten Hand hält sie ein Gebetbuch. Das Kreuz einer Goldkette legt sich symbolisch darüber.
Hinter ihr ragt die gotische Turmfassade des unvollendeten Kölner Doms auf. Offenbar ist dieses Gotteshaus das Ziel der jungen Frau, die durch den Bildtitel als Kirchgängerin vorgestellt wird. Für Betrachter, die mit den topografischen Verhältnissen Kölns vertraut sind, ist der erhöhte Standpunkt – anscheinend auf dem Dach eines Gebäudes vor dem Dom – ungewöhnlich, weil er kaum auf dem üblichen Weg einer Kölner Kirchgängerin liegt. Er ist kompositorischen Gründen geschuldet. In akademischer Porträttradition ergibt sich so die Möglichkeit, das Gesicht der Figur vor dem Hintergrund des klaren Himmels zu betonen und die Domfassade über einer Stadtlandschaft besonders monumental darzustellen. An den Bildrändern eröffnen sich die Tiefenperspektiven einer romantischen Vedute der Stadt Köln, in die der Künstler links den Stufengiebel des Overstolzenhauses hineinkomponiert hat.
Die Kirchenruine ist ein beliebtes Motiv der Romantik. Wie ein Felsen aus der Stadtlandschaft emporragend und in warmem Licht hell strahlend vor einen klaren Sommerhimmel gestellt, idealisiert sie Kirche und christlichen Glauben als Konstanten im Leben von Gesellschaft und Kirchgängerin. Deren Ausdruck von Religiosität monumentalisiert sie.

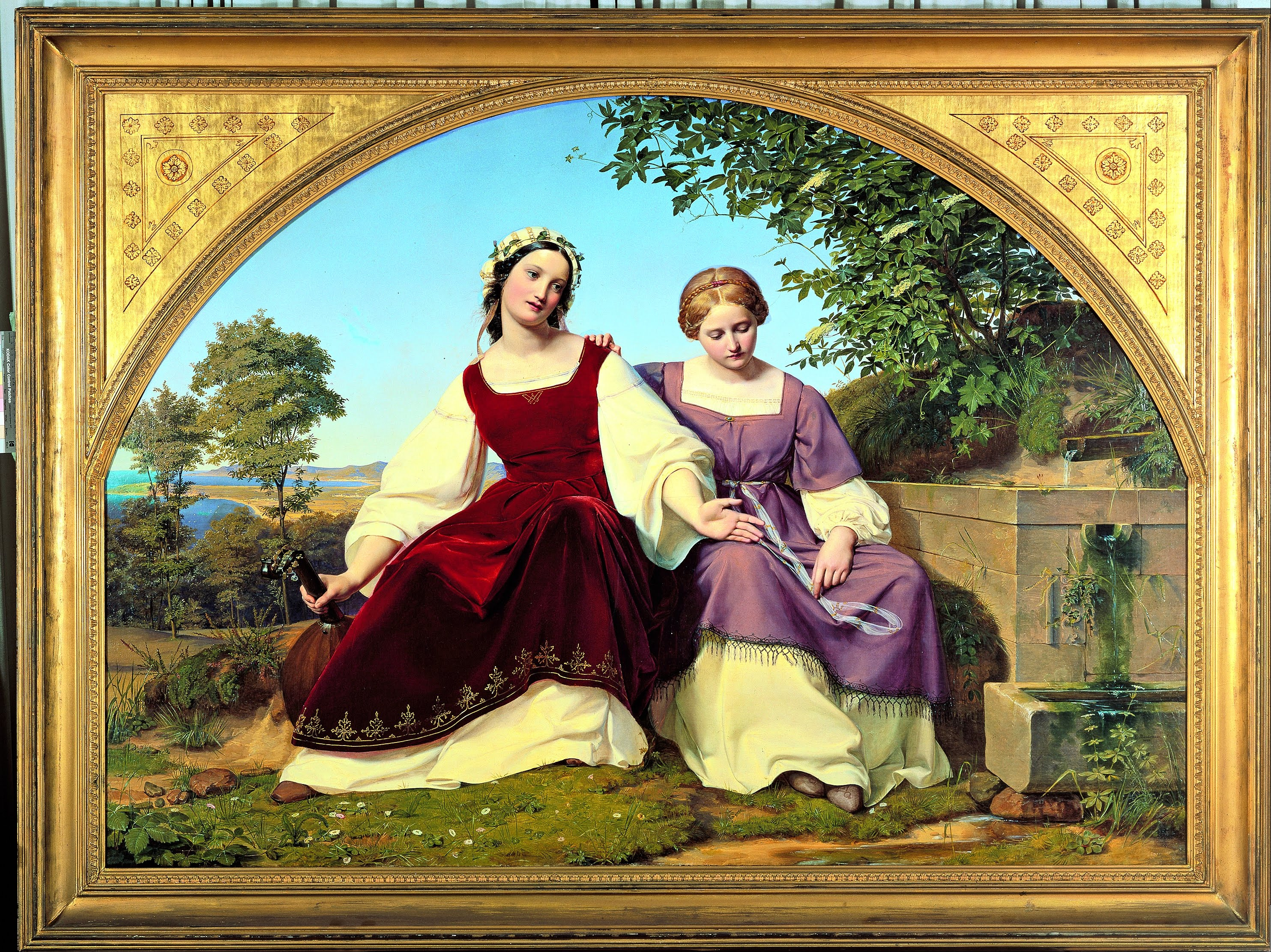
Eduard Bendemann: Die zwei Mädchen am Brunnen, 1833

Das Genrebild, das dem Betrachter weibliche Frömmigkeit und Anstand als Allegorie belehrend darstellt, ist feinmalerisch in leuchtenden Farben ausgeführt. Inhaltlich wie formal entspricht es somit dem nazarenischen Ideal der religiösen und allegorischen Malerei der Düsseldorfer Schule, wie es etwa auch in Eduard Bendemanns Gemälde Die zwei Mädchen am Brunnen zum Ausdruck kommt. Dem nazarenisch inspirierten Kunstideal des Düsseldorfer Akademiedirektors Wilhelm Schadow entsprechend versuchte Blanc eine Inkarnation weiblicher Religiosität zu komponieren und sie in einen historisierend-allegorischen Rahmen zu setzen.
1935, mehr als hundert Jahre nach der Entstehung des Bildes, wurde durch briefliche Mitteilungen überraschend bekannt, dass es sich bei dem Gemälde um das posthume Porträt einer realen Person handelt. Demnach stellt es die am 24. Juni 1809 geborene, katholische Düsseldorferin Gertraud Küntzel dar, die am 3. September 1833 den evangelischen Husaren-Rittmeister Eduard Küntzel, einen Offizier der Düsseldorfer Garnison, geheiratet hatte und am 18. Juni 1834 im Alter von knapp 25 Jahren an Kindbettfieber gestorben war. Sie war eine Tochter von Johann Wilhelm Breidenbach (1764–1837), dem Gründer des Hotels Breidenbacher Hof, und dessen Ehefrau Franziska, geborene Brewer (1782–1820). Dass die Dargestellte durch den Bildtitel anonym gehalten wurde, könnte eine Rücksichtnahme auf die Trauer der betroffenen Familien gewesen sein, war vielleicht aber ohnehin beabsichtigt, um den allegorischen Charakter des Bildes zu wahren. Die Lesbarkeit des Bildes beruht jedenfalls nicht auf dem Wissen um die Existenz der realen Person.

## Entstehung und Rezeption
Louis Ammy Blanc hatte bereits einige Jahre an der Berliner Akademie Malerei studiert, als er 1833 nach Düsseldorf wechselte. Um in die Meisterklasse der Kunstakademie Düsseldorf unter Wilhelm Schadow aufgenommen zu werden, dürfte von ihm als Beweis seiner Reife ein Gemälde gefordert worden sein. Dafür kommt neben seinem Bild Die Verstoßung der Hagar (1833) auch Die Kirchgängerin in Betracht. 1834 konnte er sich für die Meisterklasse qualifizieren.

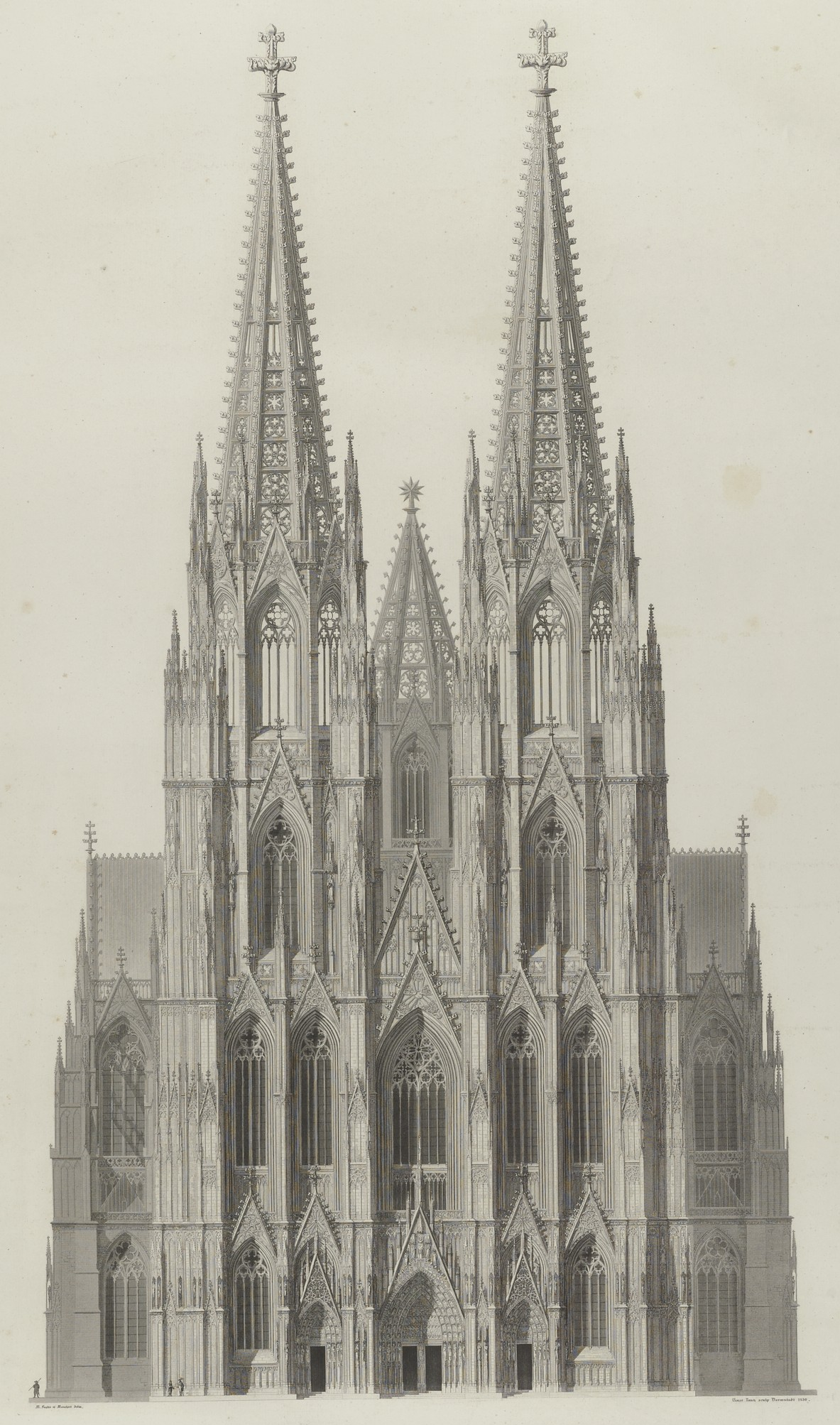
Sulpiz Boisserée: Ansichten, Risse und einzelne Theile des Doms von Köln, Tafel 4, 1821

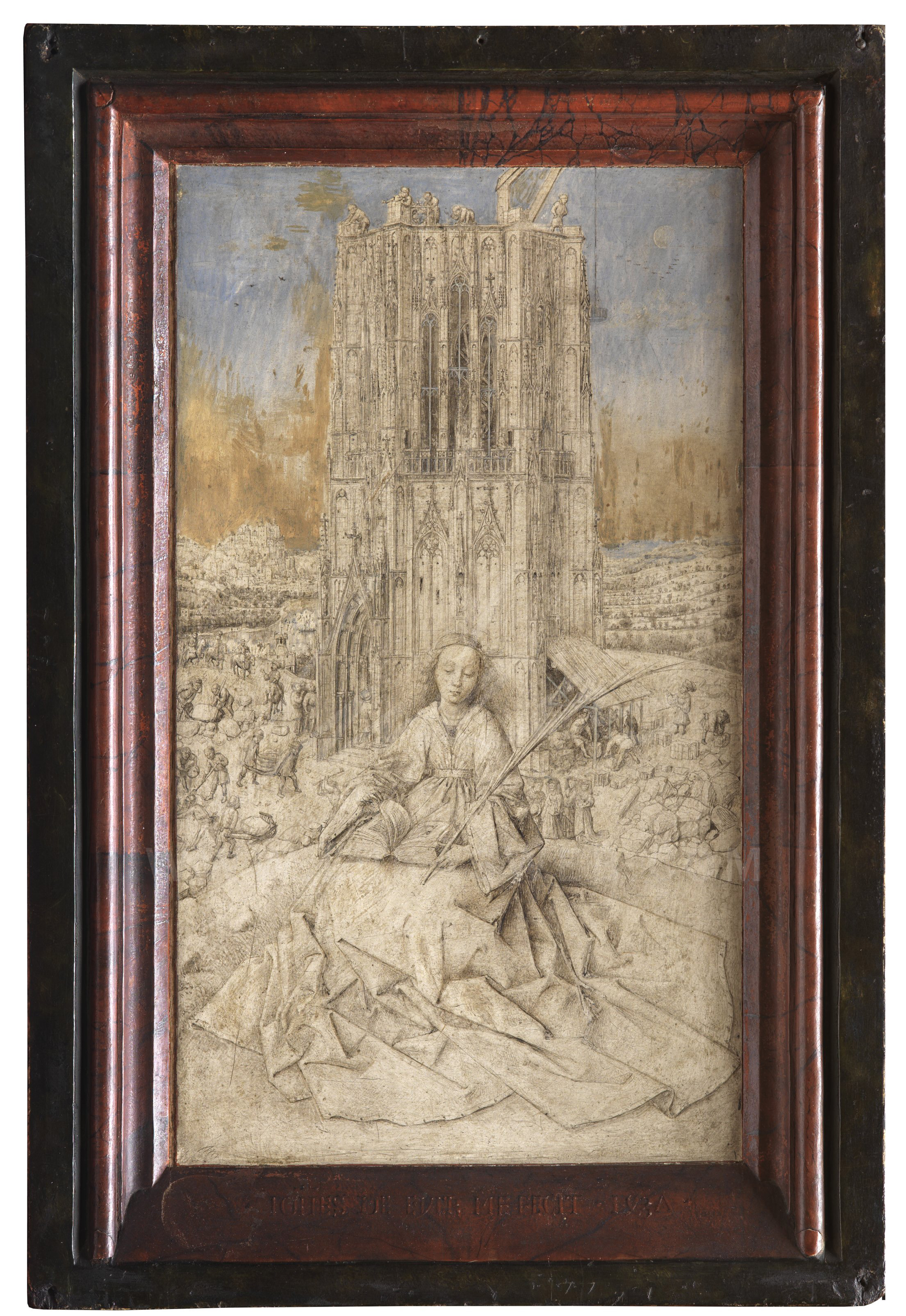
Jan van Eyck: Heilige Barbara, 1437, Königliches Museum der Schönen Künste Antwerpen

Für die Kostümierung der Kirchgängerin könnte Blanc sich die Frau in niederrheinischer Adelstracht aus der in den Jahren 1515–1522 entstandenen Beweinung von Bartholomäus Bruyn d. Ä. zum Vorbild genommen haben. Das Bild befand sich 1833 in der Düsseldorfer Akademie zur Restaurierung. Als Inspirationsquellen kommen auch mehrere Heiligenfiguren des Kölner Renaissancemalers in Frage, die Johann Nepomuk Strixner seit 1820 im Auftrag der Brüder Sulpiz und Melchior Boisserée lithografiert hatte. Für die Darstellung des Kölner Doms mag dem Künstler, der architektonisch interessiert war, eine zeitgenössische Reproduktion historischer Aufrisse vorgelegen haben, die seit 1821 von Sulpiz Boisserée herausgegeben worden war. Die historischen Aufrisse waren in Jahren 1814 und 1816 in Darmstadt und Paris entdeckt worden und hatten eine neue Begeisterung für die Vollendung des Doms angestoßen, die aber erst 1842 in Angriff genommen wurde. Für diese Idee wollte Blanc durch sein Motiv möglicherweise werben. Die Kombination einer Frauendarstellung mit der Ansicht einer gotischen Domfassade scheint durch Jan van Eycks Heilige Barbara (1437) angeregt zu sein. Durch ikonografischen Bezug auf die christliche Märtyrerin und ihr Attribut, den Turm, habe der Künstler – so der Kunsthistoriker Wolfgang Hütt – die Dargestellte selbst zu einer Heiligen des Mittelalters stilisiert.
Offen bleibt die Frage, wie der Maler seinem Modell begegnete. Zwischen Blancs Ankunft in Düsseldorf und dem Tod der jungen Frau liegt ein knappes Jahr.
Als das Gemälde nach einer ersten Ausstellung in Berlin 1834 auf der Kunstausstellung der Düsseldorfer Akademie gezeigt wurde, lobte Anton Fahne es als Darstellung „kindliche(r) Frömmigkeit“, während Karl Schnaase das Bild – Goethes Faust in einer Gretchenszene zitierend – mit den Worten „‚Halb Kinderspiele, halb Gott im Herzen‘, vielleicht die erste Hälfte schon mehr herangereift“ würdigte. Hermann Püttmann fand, dass in der Figur „die schalkhafte Natürlichkeit die hübsche Maske der Demuth und Frömmigkeit“ angenommen habe. Atanazy Raczyński sah in der Abgebildeten „ein Fräulein in Altdeutscher Tracht, mit dem Gebetbuche in der Hand zur Kirche gehend“ als innigsten Ausdruck von „Frömmigkeit, Unschuld und Andacht“. Johann Josef Scotti notierte ein „Mädchen zur Kirche gehend“. Adolf Schöll besprach das Gemälde in Ludwig von Schorns Kunst-Blatt, einer Beilage zum Morgenblatt für gebildete Stände. Das Porträt, das er für ein „erfundenes“ hielt, schien ihm zu sagen: „Ich will nicht stolz thun in meinem brokierten Kleide; ich trag es nur, weil ich’s habe.“ Im fernen Berlin war ihm das Bild des Kölner Doms noch nicht geläufig, schrieb er doch: „Was übrigens die kleine Kirchenruine unter ihr soll, weiß ich nicht.“ Ein Kritiker eines österreichischen Blattes, der 1836 einen Reproduktionsstich des Bildes in der Kunsthandlung Artaria gesehen hatte, erblickte in dem Bild „das Ideal des Weibes, wie es im tiefen Gefühle engelreiner Unschuld und Seelengüte den Versammlungsort andächtiger Brüder, wo es aufgelöset in Gedanken und Liedern der Sehnsucht, sein Innerstes dem allsehenden Vater geöffnet hatte, verläßt. – Ob die Erfindung in dem Bilde groß sei, daran zweifelt wohl Niemand.“
Die Popularität des Bildmotivs zog nicht bloß Aufträge für Replikate, sondern viele Reproduktionen nach sich. In der Mitte des 19. Jahrhunderts dekorierten Kunsthandwerker damit auch Sofakissen, Ofenschirme, Reisetaschen und Pfeifenköpfe. Als idealtypische Verkörperung inniger Religiosität, überblendet mit dem nationalromantischen Bedeutungsgehalt des Kölner Doms, traf das Bild den Nerv der Zeit und schuf einen spätromantischen Frauentypus, an dessen Bildtradition Wilhelm von Kaulbach mit dem Bild Gretchen geht zur Kirche anknüpfte.

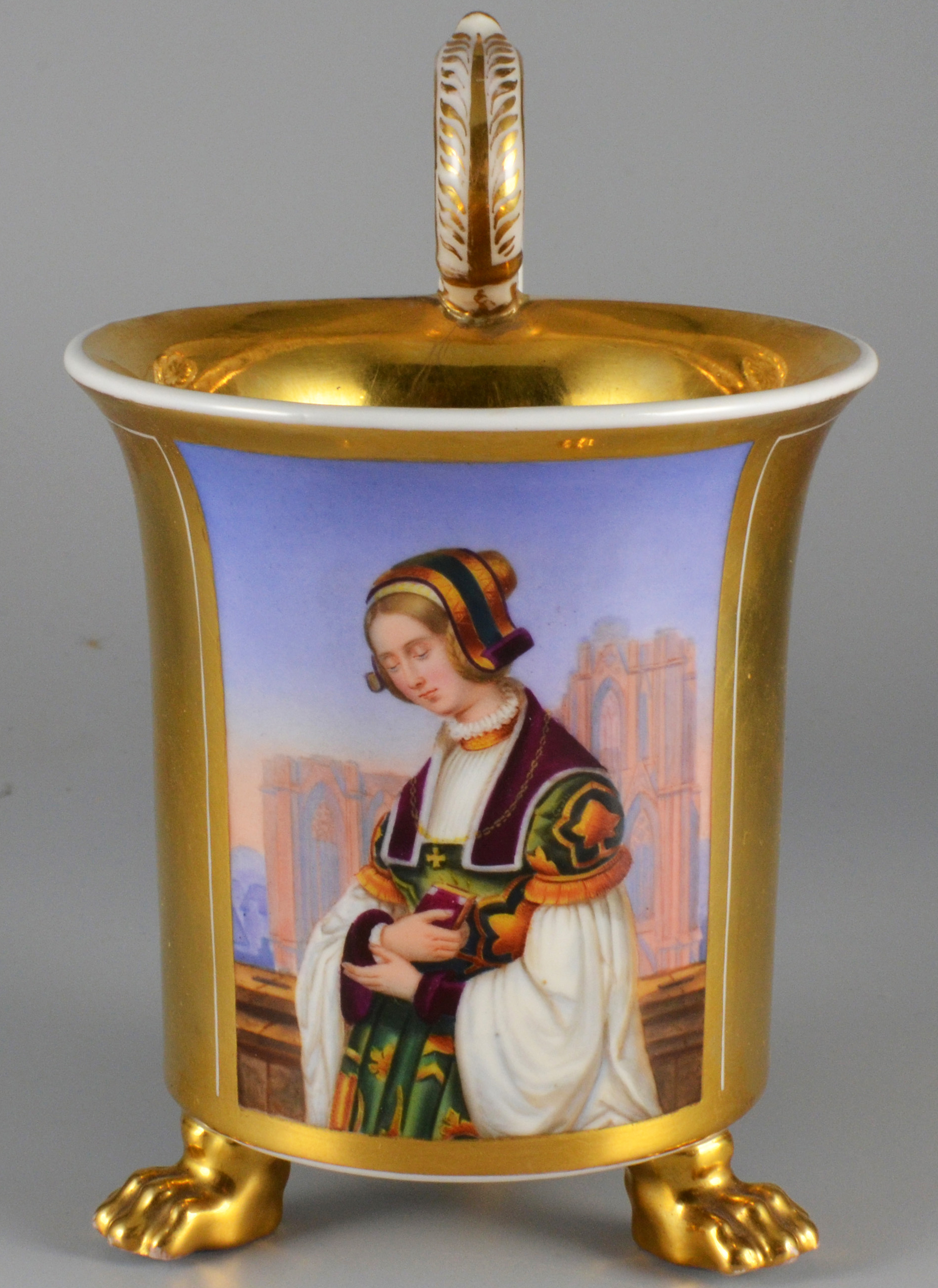
Die Kirchgängerin auf der Porzellanmalerei einer Tatzenfußtasse, 19. Jahrhundert
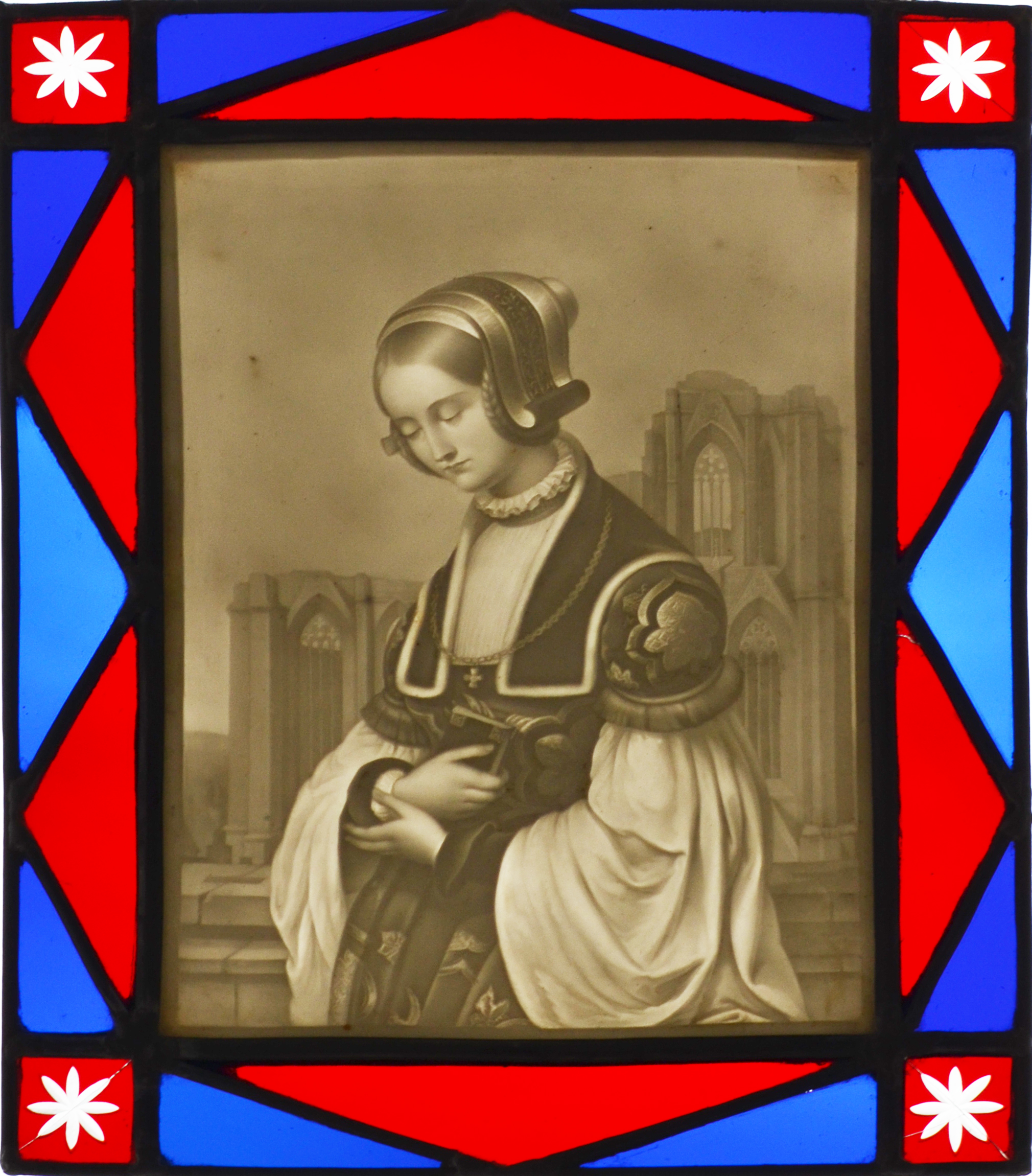
Die Kirchgängerin auf einer Lithophanie, 19. Jahrhundert

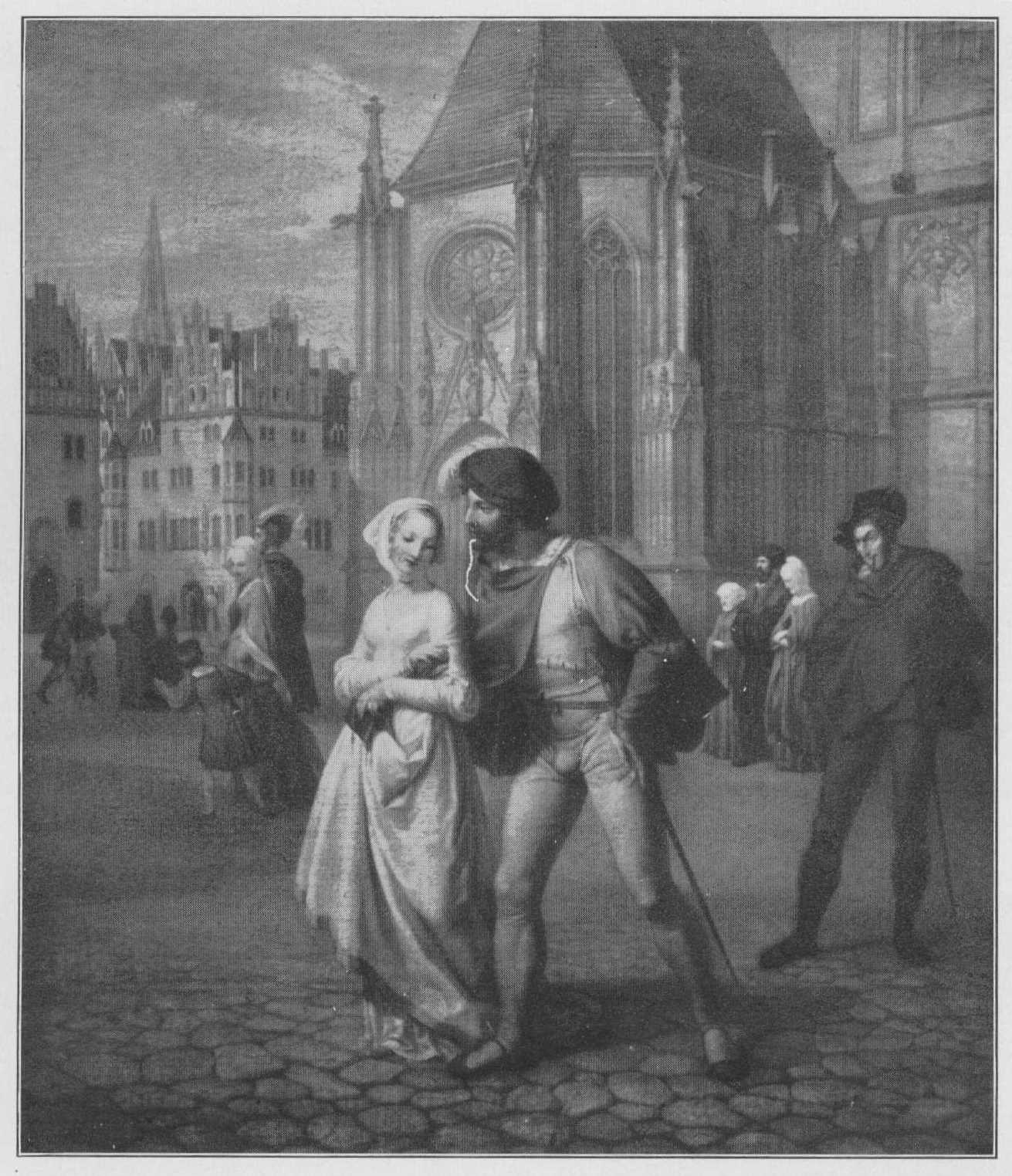
Gustav Heinrich Naecke: Faust und Gretchen, 1830

Während sich die Forschung einig darin ist, dass das posthume Porträt Gertraud Küntzels jedenfalls kein konventionelles Damenbildnis darstellt, streiten sich Kunsthistoriker über einige Deutungen: Die These, die Kölner Domruine sei als ein Gleichnis für das unvollendet gebliebene Leben der Dargestellten zu deuten, wird von Sonya Schmid bestritten, während Hans Köster eben diese Annahme vertritt: „Das unvollendete Bauwerk und das unvollendete Leben werden in eine poetische Entsprechung gesetzt; und gewiss sollte auch das exemplarische deutsche Bauwerk in der exemplarischen altdeutschen Schönheit – im Gretchentypus – eine Analogie finden. In ingeniöser Weise bereicherte Blanc in seinem berühmtesten Bild die Gattung des Porträts, indem er um das Porträt eine ergreifende Geschichte spann und indem er das Porträt historisch und poetisch überhöhte.“ Außerdem schlägt Köster vor, das Bild Faust und Gretchen, ein um 1830 entstandenes Gemälde von Gustav Heinrich Naecke, als ein Vorbild für den „Gretchentypus“ der Dargestellten und damit für die These, Blanc habe es bewusst auf eine „Weitererzählung der nur angestoßenen Bildergeschichte“ abgesehen, in Betracht zu ziehen. Für Letzteres und eine hintergründige Anspielung auf die Gretchentragödie spricht, dass Blanc 1838 ein Motiv mit dem Titel Gretchen in der Kirche schuf. Zusammen mit der Kirchgängerin ist es 1844 in einem Verzeichnis der königlich-hannoverschen Kunstsammlung erwähnt.

## Provenienz
Das Original von 1834 (Öl auf Leinwand, 112 × 77,7 cm), das im Entstehungsjahr auf Ausstellungen zunächst in Berlin und dann in Düsseldorf gezeigt wurde, erwarb der Kunstverein für die Rheinlande und Westfalen. Dieser ließ 1835 von dem Kupferstecher August Hoffmann einen Stahlstich als Vereinsblatt herstellen. Eine Lithografie entstand durch Carl Wildt. Durch Verlosung fiel das Gemälde im Sommer 1835 an einen Kunstliebhaber aus Soest. Ende der 1830er Jahre kam Blanc erneut in den Besitz der Erstfassung. Sie wechselte 1841 in den Besitz von Ernst August I. von Hannover, in dessen Dienste ihr Schöpfer 1840 getreten war, und befindet sich heute in der Sammlung der Niedersächsischen Landesgalerie.
Im Auftrag von Auguste von Hessen, der Herzogin von Cambridge, schuf Blanc 1837 eine Replik (Öl auf Leinwand, 115 × 84 cm). Sie gelangte 1967 aus dem Kunsthandel in die Sammlung des LVR-Landesmuseums Bonn. Eine weitere Replik (Öl auf Leinwand, 3 Fuß 8 Zoll × 2 Fuß 6 Zoll) entstand 1839 für die Kunstsammlung der Stadt Königsberg (Preußen) und gilt heute als verbrannt oder verschollen. Im Auftrag von Eduard Küntzel, dem Gatten der Porträtierten, könnte möglicherweise nach dem Tod seiner Frau eine weitere Fassung hergestellt worden sein, existierte laut Nachricht eines Nachkommen der Familie Küntzel aus dem Jahr 1935 doch eine Kopie im Familiennachlass. Eventuell ist diese identisch mit einer um 1840 entstanden Fassung (Öl auf Leinwand, 78 × 56,3 cm), die sich heute in Schweizer Privatbesitz befindet.